# Saison 1 de The Millers
Chronologie
Saison 2
Cet article présente le guide des épisodes de la première saison de la série télévisée américaine The Millers.

## Généralités
- Le 18 octobre 2013, CBS a commandé 9 épisodes supplémentaires pour une saison complète, portant la saison à 22 épisodes[2].
- Au Canada, la série est diffusée en simultané sur le réseau Global[3].
- La saison est inédite dans tous les pays francophones.

## Distribution

### Acteurs principaux
- Will Arnett : Nathan Miller
- Beau Bridges : Tom Miller
- Margo Martindale : Carol Miller
- J. B. Smoove : Ray
- Jayma Mays : Debbie
- Nelson Franklin (en) : Adam
- Eve Moon (épisodes 1 à 11) puis Lulu Wilson : Mykayla

### Acteurs récurrents et invités
- Eliza Coupe : Janice, ex-femme de Nate (épisodes 2 et 10)
- Jerry Van Dyke : Bud, père de Carol (épisode 10)
- June Squibb : Blanche, mère de Carol (épisode 10)
- Jeffrey Tambor : Ed Dolan
- Andy Richter : Doug
- Roseanne Barr : Darla

## Épisodes

### Épisode 1:Au secours, mes parents divorcent!
- États-Unis /  Canada : 3 octobre 2013 sur CBS[4] / Global
- Québec : 4 janvier 2015 sur Moi&cie[5]
- Belgique : 4 septembre 2015 sur RTL-TVI

- États-Unis : 13,09 millions de téléspectateurs[6] (première diffusion)

- Alexis Krause (Trisha)
- Mary Gillis (June)
- Trace Garcia (Zachary)
- Nicole Pettis (Anchor Woman)

### Épisode 2:Jusqu’à ce que la mort nous sépare
- États-Unis /  Canada : 10 octobre 2013 sur CBS / Global
- Québec : 4 janvier 2015 sur Moi&cie
- Belgique : 7 septembre 2015 sur RTL-TVI

- États-Unis : 11,73 millions de téléspectateurs[7] (première diffusion)

- Eliza Coupe (Janice)
- Jayne Taini (Sylvia)

### Épisode 3:Beau gosse
- États-Unis /  Canada : 17 octobre 2013 sur CBS / Global
- Québec : 11 janvier 2015 sur Moi&cie
- Belgique : 8 septembre 2015 sur RTL-TVI

- États-Unis : 12,27 millions de téléspectateurs[8] (première diffusion)

- Amy Farrington (Phone Clerk)
- Karlton Johnson (Mall Guard)
- Jill Alexander (Phone Voice)

### Épisode 4:Ma mère, mon psy et moi
- États-Unis /  Canada : 24 octobre 2013 sur CBS / Global
- Québec : 11 janvier 2015 sur Moi&cie
- Belgique : 9 septembre 2015 sur RTL-TVI

- États-Unis : 10,74 millions de téléspectateurs[9] (première diffusion)

- Matt Besser (Dr. Johnson)
- Lou Wagner (Mr. Booms)
- Marianne Muellerleile (Natalie)
- Rose Abdoo (Trisha)
- Anthony Michael Bertram (Man)
- Kit Pongetti (Gail)
- Makhari Elam (5-Year-Old Kid)
- Jill Alexander (On Demand Assistant)

### Épisode 5:Merci qui?
- États-Unis /  Canada : 31 octobre 2013 sur CBS / Global
- Québec : 18 janvier 2015 sur Moi&cie
- Belgique : 10 septembre 2015 sur RTL-TVI

- États-Unis : 9,67 millions de téléspectateurs[10] (première diffusion)

- Beth Grant (Myra)
- Cole Sand (Artie)
- Julio Cesar Chavez (Tyler/Babe Ruth)
- Tom Kenny (Cappy)
- Kyra Pringle (Woman)

### Épisode 6:Un cœur de glace
- États-Unis /  Canada : 7 novembre 2013 sur CBS / Global
- Québec : 18 janvier 2015 sur Moi&cie
- Belgique : 11 septembre 2015 sur RTL-TVI

- États-Unis : 10,38 millions de téléspectateurs[11] (première diffusion)

- Nate Shelkey (Bill)
- Tracy Thorpe (Sue)
- Garrett Ryan (Young Nathan)
- Skylar Keesee (Young Debbie)
- Miriam Tolan (Waitress)
- David Douglas (Customer)

### Épisode 7:L’amour expliqué à mon fils
- États-Unis /  Canada : 14 novembre 2013 sur CBS / Global
- Québec : 25 janvier 2015 sur Moi&cie
- Belgique : 14 septembre 2015 sur RTL-TVI

- États-Unis : 11,08 millions de téléspectateurs[12] (première diffusion)

- Casey Wilson (Beth)
- Ginger Gonzaga (Leah)
- Neto DePaula Pimenta (Guy)
- Danny Vasquez (Dude)

### Épisode 8:Draguer sur internet, c’est mâle
- États-Unis /  Canada : 21 novembre 2013 sur CBS / Global
- Québec : 25 janvier 2015 sur Moi&cie
- Belgique : 15 septembre 2015 sur RTL-TVI

- États-Unis : 11,78 millions de téléspectateurs[13] (première diffusion)

- Fred Dryer (Sarge)
- Julie Chen (elle-même)
- Sara Gilbert (elle-même)
- Aisha Tyler (elle-même)
- Sharon Osbourne (elle-même)
- Sheryl Underwood (elle-même)

### Épisode 9:Nos enfants chéris
- États-Unis /  Canada : 5 décembre 2013 sur CBS / Global
- Québec : 1er février 2015 sur Moi&cie
- Belgique : 16 septembre 2015 sur RTL-TVI

- États-Unis : 9,23 millions de téléspectateurs[14] (première diffusion)

- Olivia McGuffey (3 Year Old Debbie)
- Reece Caddell (6 Year Old Debbie)
- Willem Miller (8 Year Old Nathan)
- Garrett Ryan (13 Year Old Nathan)
- Sierra Mark (1 Year Old Debbie)
- Arianna Canfield (1 Year Old Debbie)

### Épisode 10:Quatre générations sous le même toit
- États-Unis /  Canada : 12 décembre 2013 sur CBS / Global
- Québec : 1er février 2015 sur Moi&cie
- Belgique : 17 septembre 2015 sur RTL-TVI

- États-Unis : 10,93 millions de téléspectateurs[15] (première diffusion)

- June Squibb (Blanche)
- Jerry Van Dyke (Bud)
- Eliza Coupe (Janice)
- Lou Wagner (Mr. Booms)
- Talbott Lin (Gambler #1)
- Alexandre Chen (Gambler #2)
- Peter Chen (Gambler #3)
- Eric Filipkowski (Orderly)

### Épisode 11:Cher journal intime
- États-Unis /  Canada : 2 janvier 2014 sur CBS[16] / Global
- Québec : 8 février 2015 sur Moi&cie
- Belgique : 18 septembre 2015 sur RTL-TVI

- États-Unis : 11,33 millions de téléspectateurs[17] (première diffusion)
- Canada : 893 000 téléspectateurs[18]

- Ernie Hudson (Walter)
- Michael Reetz (Richard)

### Épisode 12:Le sens de l’humeur
- États-Unis /  Canada : 9 janvier 2014 sur CBS / Global
- Québec : 8 février 2015 sur Moi&cie
- Belgique : 21 septembre 2015 sur RTL-TVI

- États-Unis : 13,39 millions de téléspectateurs[19] (première diffusion)

- Lou Wagner (Mr. Booms)
- Lulu Wilson (Mikayla)
- Bill Chott (Bakery Clerk)
- Dorien Wilson (Doctor)
- Betsy Sodaro (Nurse)
- Trace Garcia (Zachary)
- Drew Wicks (Manager)
- Richard Clarke Larsen (Janitor)
- Madisyne Milner (Danielle)
- Charlie Wright (Young Adam)

### Épisode 13:Zéro de conduite
- États-Unis /  Canada : 30 janvier 2014 sur CBS / Global
- Québec : 15 février 2015 sur Moi&cie
- Belgique : 22 septembre 2015 sur RTL-TVI

- États-Unis : 11,50 millions de téléspectateurs[20] (première diffusion)

- Lulu Wilson (Mikayla)
- Orion McCabe (Derek)
- Amy Halloran (Woman)

### Épisode 14:Surprise, surprise!
- États-Unis /  Canada : 6 février 2014 sur CBS / Global
- Québec : 15 février 2015 sur Moi&cie
- Belgique : 23 septembre 2015 sur RTL-TVI

- États-Unis : 10,69 millions de téléspectateurs[21] (première diffusion)

- Betsy Sodaro (Nurse)
- Brandon Routh (Officer Dixon)
- Danny Vasquez (Juan Mario)

### Épisode 15:On parie?
- États-Unis /  Canada : 27 février 2014 sur CBS / Global
- Québec : 22 février 2015 sur Moi&cie
- Belgique : 24 septembre 2015 sur RTL-TVI

- États-Unis : 11,10 millions de téléspectateurs[22] (première diffusion)

- Michael Ray Bower (Barry Jorgenson)
- Robert Craighead (Tattoo Artist)
- Owiso Odera (TV Announcer)

### Épisode 16:Vacances forcées
- États-Unis /  Canada : 6 mars 2014 sur CBS / Global
- Québec : 22 février 2015 sur Moi&cie
- Belgique : 25 septembre 2015 sur RTL-TVI

- États-Unis : 11,58 millions de téléspectateurs[23] (première diffusion)

- Tommy Chong (Ganja Pete)
- Austin Mahone (Young Adam)
- Chairman Barnes (Ice Sculptor)
- Kelly Keaton (Carla)
- Tai Bennett (Bartender)
- Erika Rankin (Woman)

### Épisode 17:Obama casse la baraque
- États-Unis /  Canada : 13 mars 2014 sur CBS / Global
- Québec : 1er mars 2015 sur Moi&cie

- États-Unis : 10,52 millions de téléspectateurs[24] (première diffusion)

- Ben Campbell (The President)
- June Carryl (Woman)
- Mark Adair-Rios (Agent Mike)
- Michael Richard Robinson (Guard)
- Derek Ringold (Obama Look-a-Like)

### Épisode 18:Un brin de causette
- États-Unis /  Canada : 3 avril 2014 sur CBS / Global
- Québec : 1er mars 2015 sur Moi&cie

- États-Unis : 11,35 millions de téléspectateurs[25] (première diffusion)

- Roseanne Barr (Darla)
- Andy Richter (Doug)
- Rachel Cannon (Amber)
- Aaron Takahashi (Kevin)
- Molly Erdman (Susan)
- J.D. Witherspoon (DeeJay)
- Denell Johnson (Guy)
- Clint Jones (Bouncer #2)

### Épisode 19:Maman ment comme un arracheur de dents
- États-Unis /  Canada : 10 avril 2014 sur CBS / Global
- Québec : 8 mars 2015 sur Moi&cie

- États-Unis : 10,07 millions de téléspectateurs[26] (première diffusion)

- Gloria Votsis (Sonya)
- Patricia Belcher (Sunni)
- Harmoni Everett (Jane)
- James McElroy (Phil)

### Épisode 20:Tomlandia
- États-Unis /  Canada : 24 avril 2014 sur CBS / Global
- Québec : 8 mars 2015 sur Moi&cie

- États-Unis : 9,96 millions de téléspectateurs[27] (première diffusion)

- Jeffrey Tambor (Ed Dolan)
- Jocelyn Ayanna (Mother)
- Billy Johnston (Chester)

### Épisode 21:L’espion qui m’aimait
- États-Unis /  Canada : 1er mai 2014 sur CBS / Global
- Québec : 9 mars 2015 sur Moi&cie

- États-Unis : 9,43 millions de téléspectateurs[28] (première diffusion)

- Cheryl Lynn Bowers (Ruth)
- Todd Sherry (Kip)
- Ruth Williamson (Joy)
- Luis Jiménez (Manager)
- Joseph Ahern (Paul)

### Épisode 22:Promotion canapé
- États-Unis /  Canada : 8 mai 2014 sur CBS / Global
- Québec : 15 mars 2015 sur Moi&cie

- États-Unis : 8,96 millions de téléspectateurs[29] (première diffusion)

- Jeffrey Tambor (Ed Dolan)
- Nate Torrence (Devin)

### Épisode 23:Bonne fête
- États-Unis /  Canada : 15 mai 2014 sur CBS[30] / Global
- Québec : 22 mars 2015 sur Moi&cie

- États-Unis : 9,78 millions de téléspectateurs[31] (première diffusion)

- Gregg Binkley (Waiter)
- Tracy Thorpe (Lady)
- Joseph Ahern (Delivery Guy)
- Nick Smoke (Restaurant Patron)

## Audiences aux États-Unis
| N° d'épisode | Titre original                     | Titre français                         | Chaîne | Date de diffusion originale | Audience (en millions de téléspectateurs) | Pdm sur les 18-49 ans |
| ------------ | ---------------------------------- | -------------------------------------- | ------ | --------------------------- | ----------------------------------------- | --------------------- |
| 1            | Pilot                              | Au secours, mes parents divorcent!     | CBS    | 3 octobre 2013              | 13.09                                     | 3.3                   |
| 2            | Plot Twists                        | Jusqu’à ce que la mort nous sépare     | CBS    | 10 octobre 2013             | 11.73                                     | 3.0                   |
| 3            | The Phone Upgrade                  | Beau gosse                             | CBS    | 17 octobre 2013             | 12.27                                     | 3.2                   |
| 4            | The Mother Is In                   | Ma mère, mon psy et moi                | CBS    | 24 octobre 2013             | 10.74                                     | 2.7                   |
| 5            | Giving the Bird                    | Merci qui?                             | CBS    | 31 octobre 2013             | 9.67                                      | 2.1                   |
| 6            | Stuff                              | Un cœur de glace                       | CBS    | 7 novembre 2013             | 10.38                                     | 2.6                   |
| 7            | The Talk                           | L’amour expliqué à mon fils            | CBS    | 14 novembre 2013            | 11.08                                     | 2.6                   |
| 8            | Internet Dating                    | Draguer sur internet, c’est mâle       | CBS    | 21 novembre 2013            | 11.78                                     | 2.8                   |
| 9            | You're In Trouble                  | Nos enfants chéris                     | CBS    | 5 décembre 2013             | 9.23                                      | 2.4                   |
| 10           | Carol's Parents are Coming to Town | Quatre générations sous le même toit   | CBS    | 12 décembre 2013            | 10.93                                     | 2.6                   |
| 11           | Dear Diary                         | Cher journal intime                    | CBS    | 2 janvier 2014              | 11.33                                     | 2.8                   |
| 12           | Miller's Mind                      | Le sens de l’humeur                    | CBS    | 9 janvier 2014              | 13.39                                     | 3.3                   |
| 13           | Driving Miss Crazy                 | Zéro de conduite                       | CBS    | 30 janvier 2014             | 11.50                                     | 2.6                   |
| 14           | Carol's Surprise                   | Surprise, surprise!                    | CBS    | 6 février 2014              | 10.69                                     | 2.6                   |
| 15           | You Betcha                         | On parie?                              | CBS    | 27 février 2014             | 11.10                                     | 2.7                   |
| 16           | Bahama Mama                        | Vacances forcées                       | CBS    | 6 mars 2014                 | 11.58                                     | 2.9                   |
| 17           | Plus One                           | Obama casse la baraque                 | CBS    | 13 mars 2014                | 10.52                                     | 2.4                   |
| 18           | Walk-n-Wave                        | Un brin de causette                    | CBS    | 3 avril 2014                | 11.35                                     | 2.8                   |
| 19           | Cancellation Fee                   | Maman ment comme un arracheur de dents | CBS    | 10 avril 2014               | 10.07                                     | 2.5                   |
| 20           | Tomlandia                          | Tomlandia                              | CBS    | 24 avril 2014               | 9.96                                      | 2.4                   |
| 21           | 0072                               | L’espion qui m’aimait                  | CBS    | 1er mai 2014                | 9.42                                      | 2.0                   |
| 22           | Sex Ed Dolan                       | Promotion canapé                       | CBS    | 8 mai 2014                  | 8.96                                      | 1.9                   |
| 23           | Mother's Day                       | Bonne fête                             | CBS    | 15 mai 2014                 | 9.78                                      | 2.3                   |